# Aek Urat
Aek Urat is een bestuurslaag in het regentschap Tapanuli Selatan van de provincie Noord-Sumatra, Indonesië. Aek Urat telt 532 inwoners (volkstelling 2010).